# کاخ ورزش‌های حمو بوتلیلیس
کاخ ورزش‌های حمو بوتلیلیس (انگلیسی: Hamou Boutlélis Sports Palace) یک سالن ورزشی سرپوشیده در شهر وهران، الجزایر است.
این ورزشگاه که در سال ۱۹۶۰ ساخته شده دارای ۵۰۰۰ نفر ظرفیت است و برای ورزش‌های والیبال، بسکتبال و هندبال مورد استفاده قرار میگیرد.